# CE PhoenixCart
CE PhoenixCart er et gratis Open source responsivt E-handelsværktøj der tog sin begyndelse i 2014. CE PhoenixCart er frigivet under GNU General Public License. Det er skrevet i PHP og kører med en MySQL-database.
CE PhoenixCart kan downloades og bruges gratis, men den enkelte skal selv betale for Hosting og gebyrer til en betalingsadministration. Det er også brugeren selv der har ansvaret for at vedligeholde softwaren ved hjælp af frigivne opdateringer. 
Der findes et åbent forum på CE PhoenixCarts egen hjemmeside, hvor man kan søge hjælp, men der er ikke nogen kundesupport.

## Historie
CE PhoenixCart begyndte som en "BS" (Bootstrap (front-end framework)) version af OsCommerce i 2014, hvor opfyldelsen af behovet for en responsiv version af det dengang populære E-handelsværktøj lod vente på sig fra officielt hold. Det fik Gary Burton (Burt) til i 2014 at oprette osCommerce Community Edition eller osCommerce BS, hvor det i første omgang handlede om at lægge Bootstrap-frameworket ind på front-end, sådan at man kunne få en responsiv version af sin eksisterende Webshop. 
D. 4. juli 2019 blev denne nye version navgivet "Phoenix" og det officielle navn er siden blevet til CE PhoenixCart. I alt den tid levede platformen som en semi-officiel "Community Edition" af osCommerce, men da Holbi Group købte osCommerce i 2021, ønskede de ikke længere at huse CE PhoenixCart. CE PhoenixCart flyttede derfor til sit eget hjem, hvor udviklingen fortsatte.

## Funktioner
CE PhoenixCart kan bruges direkte efter den er downloaded. Der er mulighed for at redigere den viste tekst, oprette kategorier og produkter, producenter, variationer af produkter, tilbud og hvad ellers der er nødvendigt for en webshop. De fleste har dog nok behov for at hente og installere en betalingsløsning for at kunne modtage kreditkort.